# Sept et demi
Pour les articles homonymes, voir Sept et Demi (homonymie).
Le Sept et Demi (en italien, Sette e Mezzo) est inspiré du blackjack et se pratique avec un jeu de 52 cartes.
Il existe plusieurs variantes de ce jeu notamment le Siete y media espagnol, se jouant aux cartes ainsi qu'une version dés

## Valeur des cartes
1, 2, 3, 4, 5, 6, 7 = leur valeur (1=1, 2=2...);
Valet, Dame, Roi = 0.5
Le 8 a pour valeur 0 et il est important de noter qu'on exclut les 9 et 10 du jeu.

## Nombre de joueurs
Le 7 et ½ réunit un nombre limité de joueurs. Un jeu classique contenant 52 cartes, auquel on doit soustraire 8 cartes (les 9 et les 10), il ne reste donc que 44 cartes pour jouer. A titre d'exemple, à 10 joueurs, chaque personne ne pourra demander que 3,4 cartes en moyenne ce qui a pour effet de réduire la liberté d'action de chaque joueur.
C'est pourquoi il est conseillé de ne pas dépasser 10 joueurs.

## Le jeu
Le jeu du sept et demi commence par la distribution d'une carte face cachée à chaque joueur.
Vient ensuite la phase de mise: chaque joueur annonce une valeur (points, billes, noix de coco, gorgées de bières, etc.) qu'il met en jeu. S'il gagne, cette valeur sera due par la banque; s'il perd il la doit.
Le but du jeu est d'obtenir, en totalisant la valeur des cartes détenues, soit 7 et 1/2, soit s'en approcher le plus possible afin de dépasser la banque. Tout dépassement, comme au blackjack, entraîne la perte immédiate et victoire pour la banque auquel cas, le joueur se fait retourner. Nous dirons que celui-ci « prend ».
Le banquier traite au cas par cas chaque joueur. Son rôle est de proposer des cartes au joueur, celles-ci pouvant être ouvertes (face découverte) ou cachées (la banque ne connait pas la valeur de la carte, cependant le joueur retourne sa carte cachée précédente). L'idée étant que chaque joueur doit à chaque instant disposer d'une carte face cachée.
Une fois tout le monde servi, c'est au tour de la banque de se retourner, si elle le souhaite, des cartes. Même combat, si elle dépasse 7 et demi, c'est l'intégrale, autrement dit: la flapette totale.
Le cas échéant, la banque se doit de retourner les joueurs qu'elle pense ayant un jeu supérieur à 7 et demi ou inférieur à son jeu.
Notons qu'une égalité banque-joueur est synonyme de victoire pour la banque, un 7 et demi pour la banque et c'est la doublette des mises autrement dit, chaque joueur doit le double de sa mise à la banque.

## Règles spéciales

### Le roi de carreau
Le roi de carreau est la seule tête ayant une autre valeur que 0,5. En effet, cette carte vous permet de choisir l'entier de votre choix entre 0 et 7.
NB: Attention car la carte ne peut donc valoir 0,5.

### Le Johny Longo
(juin 2020).
Lorsqu'un joueur possède un 7 caché d'entrée de jeux, il la retourne, demande une carte cachée en scandant « Johnny Longo ». Ce qui fait le charme de cette règle c'est qu'il ne regarde pas sa carte cachée. Dilemme pour la banque...
L'issue en est moins certaine. Un as ou plus et c'est la fin. Une tête confirme Johnny, et 8 ne laisse qu'un Jojo mais une réussite quand même.

### Le Coup de Maître
Aussi lambda que cela puisse paraître, il existe certains coups de l'ordre des très recherchés Hauts Faits. Le Johny Longo en est un, le Coup de Maître en est un autre.
Celui-ci consiste en l'obtention d'un 8 comme carte de base, suivie d'une tête comme première demande à la banque et enfin d'un 7 en guise de carte finale qui laisse présager une défaite inévitable. La banque se réjouit et naturellement retourne les cartes de son adversaire mais se doit de baisser la tête face à ce coup de maître.

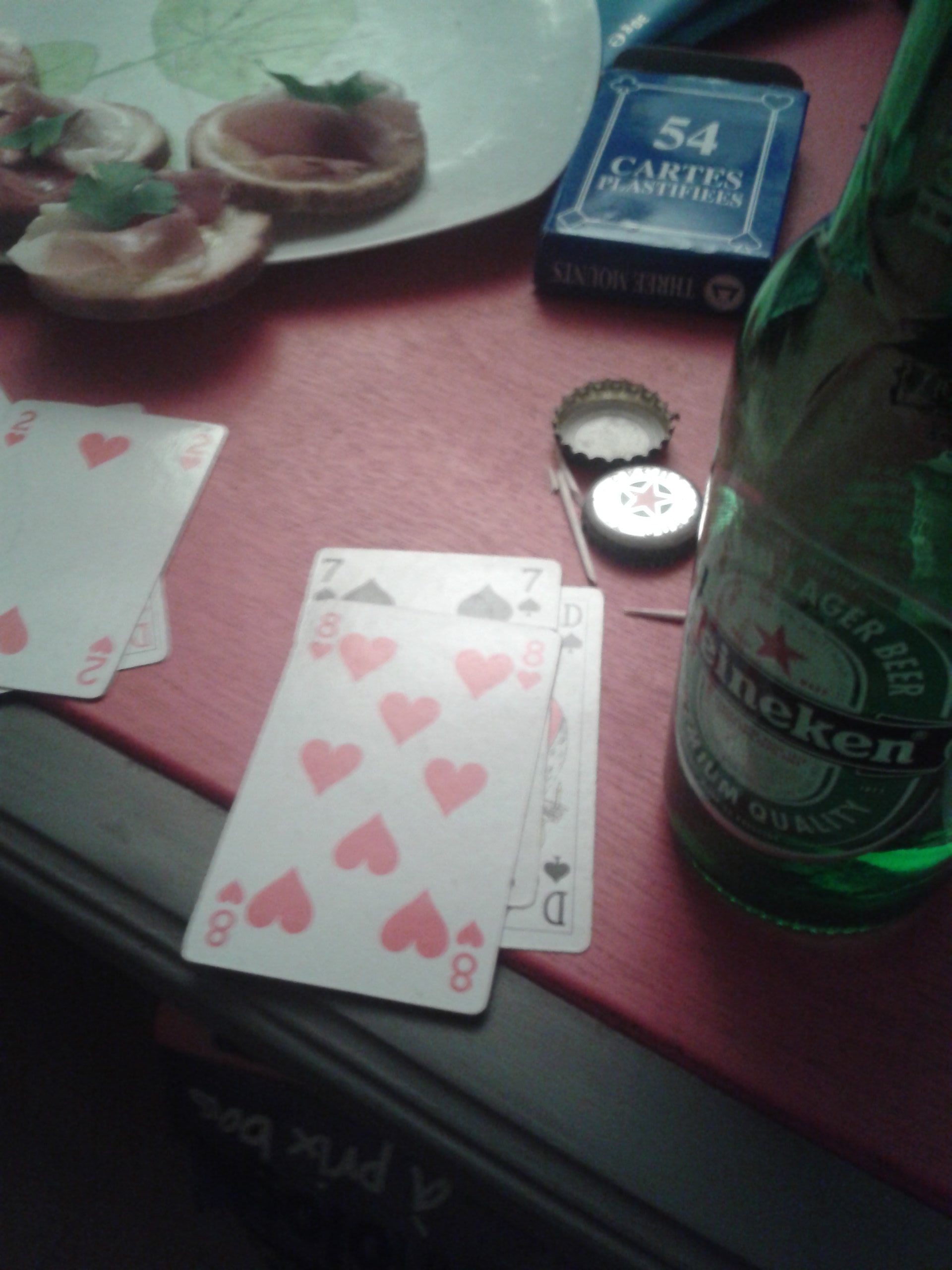
Illustration du coup de maître